# Rudolf Hospinian

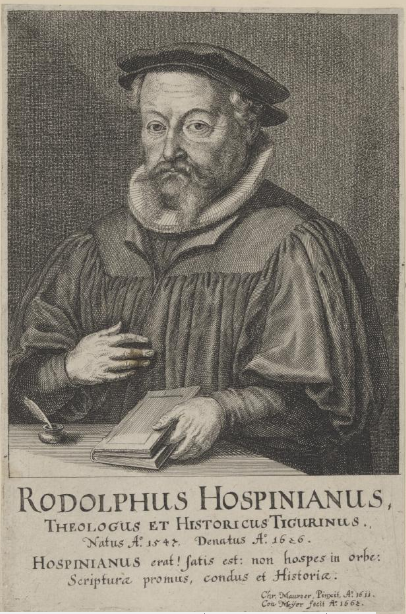
Rudolf Hospinian

Rudolf Hospinian (latinisiert), auch Rudolf Wirth (* 7. November 1547 in Fehraltorf; † 11. März 1626 in Zürich), war ein Schweizer evangelischer Geistlicher und Theologe.

## Leben
Rudolf Hospinian war der Sohn des Pfarrers Adrian Wirth und dessen Ehefrau Dorothea (geb. Wolf). Sein Großvater war Hans Wirth, Vogt von Stammheim und sein Onkel der gleichnamige Kaplan Hans Wirth. Diese wurden nach dem Ittingersturm als Rädelsführer angeklagt und hingerichtet. Sein Vater, der ebenfalls angeklagt worden war, erhielt einen Freispruch.
Im Alter von 7 Jahren kam Rudolf Hospinian 1554 nach Zürich und besuchte die Fraumünsterschule; während seines Aufenthaltes wurde er durch seinen Taufpaten, den Antistes Rudolf Gwalther, und seinen Onkel Pfarrer Johann Wolf (1521–1572) unterstützt und gefördert. Nach dem Tod seines Vaters 1563 übernahmen sie die weitere Fürsorge.
Er immatrikulierte sich 1565 zu einem Theologiestudium an der Universität Marburg und beendete das Studium an der Universität Heidelberg nach einem sechsmonatigen Aufenthalt, mit einem Magisterabschluss.
1568 erhielt er die Professur für Dogmatik am Carolinum in Zürich und wurde im selben Jahr in die Zürcher Kirche aufgenommen; gleichzeitig war er bis 1576 als Pfarrer in Weiach, Hirzel und Schwamendingen tätig, anschliessend wurde er Rektor am Carolinum.
Am 25. September 1588 wurde er zum Archidiakon und Chorherrn am Grossmünster ernannt. Von 1594 bis 1623 war er Ecclesia Tigurinae Alta Abbatissana Pastor (offizieller Titel der Pfarrer, die von 1525 bis 1956 am Fraumünster als Pfarrer tätig waren); die Wahl zum Antistes lehnte er zweimal ab.
1602 erhielt er die Leitung des neugegründeten Collegium humanitatis, für dessen Gründung er sich nachdrücklich eingesetzt hatte.
1613 sandte ihm der Kurfürst Friedrich IV. den Heidelberger Chirurgen Martinus Boos, der ihn durch eine Operation vom Grauen Star heilte; dies war vermutlich die erste Staroperation in der Schweiz.
Er befand sich unter anderem im Kontakt mit Thomas Kirchmeyer und Kaspar Brusch.
Rudolf Hospinian war seit 1569 in erster Ehe mit Anna († 1612), Tochter des Archidiakons Ludwig Lavater und seit 1612 in zweiter Ehe mit Magdalena, Tochter des Politikers Hans Konrad Wirz, verheiratet. Seine Tochter Elisabetha Wirth (* 1593 in Zürich) war mit dem Theologen Johann Rudolf Stucki verheiratet.

### Schriftstellerisches und theologisches Wirken
Rudolf Hospinian publizierte zahlreiche historische Werke über Taufe, Messe, Mönchtum, Eucharistie, Kirchenfeste, Fasten, religiöse Orden, die Herrschaft des Papsttums und Begräbnisse, mit dem Ziel, die katholische Kirche des Irrtums zu überführen.
Durch Publikationen über innerprotestantische Streitigkeiten und seiner Schrift Concordia discors, seu de origines und progressu formulæ concordiæ Bergensis gegen die Konkordienformel geriet er in heftige Auseinandersetzungen mit Lutheranern; auf seine Schrift antwortete Leonhard Hutter 1614 mit Concordia Concors.
Johann Heinrich Heidegger gab 1698 die Schriften als Gesamtausgabe heraus, diese umfasste sieben Bände von jeweils sechs- bis siebenhundert Seiten; heute wird sie in der Zentralbibliothek Zürich aufbewahrt.
Kennzeichnend für seine Arbeit war sein kirchenhistorisches patristisches, dogmengeschichtliches, liturgisches und allgemeines Wissen, das ihm erlaubte, fundierte Argumentationen vor allem gegenüber Katholiken und Lutheranern vorzubringen.
So wurden von Johann Friedrich Heidegger im ersten Band (De Templis) alle Schriften vereinigt, in denen Rudolf Hospinian die katholische Neigung zu einem magischen Weltbild und zum Aberglauben angriff. Ähnliches gilt für den zweiten Band (De festis), in dem Hospinian die katholischen Festtage und der daraus entstandene Heiligenkult widerlegte, indem er aufzeigte, dass sich gerade im Heiligenkult die für den Katholizismus typische Verdinglichung des Heils manifestiert.
Genauso entscheidend lehnt er im dritten und vierten Band (Historia sacramentaria) die Lehre der Transsubstantiation ab, wobei er sich auch mit der lutherischen Abendmahlsauffassung auseinandersetze.
In den weiteren Bänden beschäftigt sich Rudolf Hospinian ausserdem mit dem Mönchtum (De Monachis)und insbesondere mit den Methoden der Jesuiten (Historia Jesuitica). Diese Kampfschrift von 1619, in die er auch die Materialsammlung in Auseinandersetzungen um den Jesuitenorden die Schrift De Studiis Jesuitarum Abstrusioribus, Relatio von Johann Cambilhon mit aufnahm, blieb sein letztes grösseres Werk. Per Dekret der Glaubenskongregation wurde dieses Werk 1625 auf den Index gesetzt, nachdem seine vorherigen Werke schon 1596 dort aufgenommen worden waren.
Aus seinem Gesamtwerk sticht der fünfte Band hervor (Concordia discors), in dem Hospinian nicht gegen die Katholiken, sondern gegen die Lutheraner antritt. Besonders die Lehre von der Ubiquität des verklärten Leibes und Blutes Christi im Abendmahl war Ziel seines Angriffs, eine Streitfrage, die schon Huldrych Zwingli und Martin Luther auseinandergetrieben hatte.

## Schriften (Auswahl)
- De origine et progressu rituum et ceremoniarum ecclesiasticarum. Zürich, 1585.
- De templis, hocest de origin, progressu et abusu templorum, ac omnia rerum omnium ad templa pertinentium. Zürich 1587.
- De monachis, seu de origine und progressu monachatus ac ordinum monasticorum, equitum militarium tam sacrorum quam sæcularium omnium. Zürich 1588.
- De Origine et progressu monachatus ac ordinum monasticorum equitumque militarium omnium. Zürich 1588.
- De festis Judæorum et Ethnicorum, hoc est de origine, progressu, ceremoniis et ritibus festorum dierum Christianorum. Zürich 1592–1593.
- Concordia discors, seu de origines und progressu formulæ concordiæ Bergensis. Zürich 1607.
- Historia sacramentaria. Zürich 1598–1603.
- Die Gleichnus unseres Herr Jesu Christivon dem Reychen mann und Armen Lazaro. Zürich 1614.
- Historiae sacramentariae pars prior. 1681.